# Урсиди
Урсидите са метеорен поток носещ името на своята радиантна точка, която се намира близо до звездата Бета Малка мечка (Кохаб) в съзвездието Малка мечка (англ. Ursa Minor). Метеорната активност на Урсидите се наблюдава ежегодно около 17 декември и продължава малко повече от седмица, до 25 или 26 декември.

## История
Урсидите вероятно са открити от Уилям Денинг, който ги наблюдавал няколко години в началото на 20 век. Въпреки последващите несистематични наблюдения, първите координирани изследвания на потока започват под ръководството на чешкия астроном д-р Антонин Беквар през 1945. Съвременните проучвания установяват връзка между метеорния поток и кометата Тутъл, която е в известна степен противоречива. Последните три от четири преминавания на кометата близо до Земята са последвани от увеличена метеорна активност 6 години по-късно. При последното преминаване на кометата през 1994 г. обаче няма потвърдено наблюдение на увеличена метеорна активност. Вероятна причина е разпръсването на части от потока от гравитацията на Юпитер през 1948 и 1960 г.

## Физически характеристики
Ранните наблюдения установяват радиант RA=217 градуса, DEC=+76 градуса и продължителност 17-24 декември.
Урсидите са изключително тесен поток. Те могат да се наблюдават добре само в 12-часов интервал около техния максимум.